# Дьомін Олег Олексійович
Оле́г Олексі́йович Дьо́мін (нар. 1 серпня 1947, с. Лопатіно, Веньовський район, Тульська область, РРФСР, СРСР) — український політик, економіст і державний діяч. Надзвичайний і Повноважний Посол України у Російській Федерації (21.03.2006 — 04.04.2008), у Казахстані (з 02.08.2010). Надзвичайний і Повноважний Посол України в Китайській Народній Республіці (18.07.2013 — 17.05.2019).
Кандидат економічних наук (2004); член політвиконкому і політради Народно-демократичної партії (з 02.1996).

## Життєпис
Народився 1 серпня 1947 в сім'ї російського військовослужбовця.
Закінчив Харківський інститут радіоелектроніки (1971), інженер-радіофізик; Вища партійна школа при ЦК КПУ (1983); кандидатська дисертація «Методологічні основи регулювання потенціалу економічного розвитку регіону» (Харківський національний університет ім. В.Каразіна, 2004).
1965–1966 — токар на Харківському заводі «Серп і молот».
12.1966-10.1969 — електрослюсар, 10.1969-11.1971 — секретар комітету комсомолу тролейбусного депо № 2 Харківського трамвайно-тролейбусне управління.
11.1971-05.1976 — другий секретар, перший секретар Комінтернівського райкому ЛКСМУ міста Харкова.
05.1976-12.1979 — другий секретар, перший секретар Харківського міськкому ЛКСМУ.
12.1979-02.1986 — другий секретар Комінтернівського райкому КПУ Харкова.
02.-07.1986 — заступник генерального директора Харківського ВО «Будгідравліка» Міністерства будівельного, дорожнього і комунального машинобудування УРСР.
07.1986-10.1988 — перший секретар Комінтернівського райкому КПУ Харкова.
10.1988-1990 — другий секретар Харківського міськкому КПУ.
1990-08.1991 — секретар Харківського обкому КПУ.
10.1991-05.1994 — заступник голови оргкомітету, віце-президент Українсько-Сибірської інвестиційної корпорації («Укрсибінкор»); президент фонду «Перспектива XXI», Харків.
Народний депутат України з 04.1994 (2-й тур) до 04.1998, Комінтернівський виборчій округ № 371, Харківська область, висунутий виборцями. Член Комітету з питань бюджету. Член групи «Конституційний центр». На час виборів: Укр.-Сибірська інвестиційна корп. (м. Харків), віце-президент. 1-й тур: з'яв. 67.1 %, за 24.43 %. 2-й тур: з'яв. 60 %, за 53.55 %. 23 суперників. 25.05.1994-07.96 — заступник Голови Верховної Ради України.
8 травня — 8 серпня 1996 — в.о. голови, 8 серпня 1996 — 27 жовтня 2000 — голова Харківської облдержадміністрації.
Обраний народним депутатом України 3 скликання (з березня 1998) від Народно-демократичної партії, № 8 в списку. На час виборів: голова Харківської облдержадміністрації, член НДП. Зняв кандидатуру.
Жовтень 2000 — січень 2005 — перший заступник Глави Адміністрації Президента України.
03.2005-03.2006 — заступник голови НДП, голова Харківської обласної організації НДП (до 09.2000); заступник голови НДП (03.2005-05.2006).
Член Вищої економічної ради Президента України (07.1997-11.2001); секретар Національної ради з узгодження діяльності загальнодержавних і регіональних органів та місцевого самоврядування (з 12.2000); член наглядової ради Національного фонду соціального захисту матерів і дітей «Україна — дітям» (з 10.2001).
03.2006 кандидат в народні депутати України від Блоку НДП, № 6 в списку. На час виборів: заступник голови НДП.
Надзвичайний і Повноважний Посол України в Російській Федерації (21.03.2006 — 04.04.2008). Надзвичайний і Повноважний Посол України в Республіці Казахстан (02.08.2010 — 18.07.2013). Надзвичайний і Повноважний Посол України в КНР (18.07.2013 — 17.05.2019)

## Нагороди та відзнаки
Лауреат Державної премії України в галузі науки і техніки (2002). Орден «За заслуги» III (липень 1997), II (липень 2002), I ступенів (серпень 2011). Орден князя Ярослава Мудрого V ступеня (серпень 1998). Почесний громадянин Харківської області (2012)

## Родина
Одружений, має дочку.